# Lloyd Jones
Lloyd Jones (Lower Hutt, 23 marzo 1955) è uno scrittore neozelandese.

## Attività letteraria
Nasce in Nuova Zelanda a Lower Hutt nel 1955. Una delle sue opere che ha riscosso maggior successo è stata Mister Pip, pubblicata nel 2007 e per la quale nello stesso anno ha ricevuto il premio come miglior libro dalla Commonwealth Foundation. Il romanzo prende spunto dal libro Grandi Speranze di Charles Dickens. Nel 2012 esce nelle sale cinematografiche Mr. Pip, un film ispirato all'omonimo romanzo che ha tra gli altri come protagonista l'attore Hugh Laurie nelle vesti di Mr. Watts.

## Opere
- Gilmore's Diary (1985)
- Splinter (1988)
- Swimming to Australia, and Other Stories (1991)
- This House Has Three Walls (1997)
- Choo Woo (1998)
- Il libro della gloria - titolo originale:"Book of Fame" (2000)
- Here at the End of the World We Learn to Dance  (2002)
- Napoleon and the Chicken Farmer (2003)
- Everything You Need to Know about the World by Simon Eliot (2004)
- Paint Your Wife (2004)
- Mister Pip (2006)
- Hand Me Down World  (2010)
- The Man in the Shed (2011)
- A History of Silence: A memoir  (2013)